# Le mani sporche
Le mani sporche es una teleserie dirigida por Elio Petri y estrenada en 1978. Adapta la obra teatral Las manos sucias de Jean Paul Sartre.
En 1978 Elio Petri experimenta con esta película el nuevo medio de expresión, la televisión. Marcello Mastroianni y Giuliana De Sio son los protagonistas de este drama de Sartre, donde toda la filosofía marxista y problemas políticos son confrontados con precisión y respetados por Petri.

## Sinopsis
Los tormentos y horrores de la Segunda Guerra Mundial, son narrados a través de las aflicciones existenciales de Hugo, un militante marxista.
El director se centra en los conflictos internos del individuo y la consiguiente toma de conciencia y reacciones, a pesar de las fuertes ideologías políticas.